# Brotherhood of Man
I Brotherhood of Man sono un gruppo pop inglese famoso soprattutto negli anni settanta.

## Storia
Il gruppo fu creato dal produttore e compositore Tony Hiller, ed originalmente fu capitanato da Tony Burrows. Il loro primo successo risale al 1970, United We Stand, che avrà una cover in italiano, Voglio stare con te, cantata da Wess e Dori Ghezzi.  Anche del secondo, Where Are You Going To My Love, sarà fatta una cover in italiano tre anni più tardi, con testo di Franco Califano, Una serata insieme a te, cantata da Johnny Dorelli e Catherine Spaak.
La consacrazione arriva all'Eurovision Song Contest 1976 quando, con la canzone country-pop "Save Your Kisses For Me", vincono la manifestazione.
È dal 1973 che il gruppo mantiene la stessa formazione.

## Membri del gruppo
- Nicky Stevens
- Sandra Stevens
- Lee Sheriden

## Ex Membri
- Martin Lee[2]

## Discografia
LP:
-BROTHERHOOD OF MAN -OMONIMO-PYE RECORDS 1796

### Singoli
- A Little Bit of Heaven (1969)
- United We Stand - (1970) - UK #10.
- Where Are You Going To My Love - (1970) - UK #22.
- Reach Out Your Hand
- Lady
- Kiss Me, Kiss Your Baby
- Save Your Kisses For Me - (1976) - UK #1.
- My Sweet Rosalie - (1976) - UK #30.
- New York City
- Oh Boy (The Mood I'm In) - (1977) - UK #8.
- Angelo - (1977) - UK #1.
- Highwayman
- Figaro - (1978) - UK #1.
- Beautiful Lover - (1978) - UK #15.
- Middle Of The Night - (1978) - UK #41.
- Papa Louis
- Lightning Flash - (1982) - UK #67.